# Адам Шульц
Адам Шульц (англ. Adam Schultz) ― головний офіційний фотограф Білого дому при президентові Байдені.
Здобув освіті в університеті штату Джорджія. З 2007 до 2013 року Шульц працював на Фонд Клінтонів у Нью-Йорку. Був фотографом президентської кампанії Гілларі Клінтон 2016 року. У квітні 2019 Шульц долучився до команди Джо Байдена, ставши провідним фотографом для його президентської кампанії.
Байден надав Шульцеві доступ як до публічних, так і до приватних моментів на шляху передвиборчої кампанії, а також надавав власні вказівки та пропозиції.